# Kotlinowy Stawek
Kotlinowy Stawek – niewielkie jezioro z grupy Gąsienicowych Stawów w Tatrach. Położone jest w zachodniej części Doliny Gąsienicowej – Dolinie Zielonej Gąsienicowej. Znajduje się w odległości ok. 100 m od Zielonego Stawu Gąsienicowego, po jego północno-zachodniej stronie. Położone jest na wysokości 1680 m n.p.m. w tzw. Kotlinach, pod wschodnimi zboczami Beskidu i przełęczy Liliowe. Na zdjęciu satelitarnym z 2004 r. staw zajmuje powierzchnię ok. 0,021 ha. Jego głębokość zazwyczaj wynosi ok. 0,5 m, w suchych okresach stawek wysycha, a na dnie osiada czarny muł. W istocie oprócz jednego stawku tworzą się tutaj okresowo jeszcze inne mniejsze od niego stawki. Wszystkie te jeziorka to młode formy geologiczne – wypełnione wodą zagłębienia, będące pozostałością po martwych bryłach lodu z okresu ostatniego zlodowacenia, tzw. oczka polodowcowe.
Kotlinowy Stawek widoczny jest z zielonego łącznikowego szlaku turystycznego ze schroniska „Murowaniec” na przełęcz Liliowe. W jego pobliżu przebiega też czarny szlak na Świnicką Przełęcz.